# Simone Resta
Simone Resta (Ímola, 14 de setembro de 1970) é um engenheiro italiano que atualmente ocupa o cargo de diretor de desenvolvimento estratégico da equipe de Fórmula 1 da Mercedes.

## Carreira
Depois de obter um diploma em engenharia mecânica pela Universidade de Bolonha em 1995. Ele começou a trabalhar na Minardi no departamento de pesquisa e desenvolvimento em 1998.
Em 2001, ele começou a trabalhar com a Ferrari, como engenheiro projetista sênior. Em 2006, ele assumiu o papel de chefe do departamento de pesquisa e desenvolvimento e, desde 2012, o de diretor chefe adjunto. Em 2014, ele foi nomeado por Sergio Marchionne como o novo projetista chefe da equipe.
Em 28 de maio de 2018, ele deixa seu posto de projetista chefe na escuderia italiana para ocupar o cargo de diretor técnico da Sauber, que já era patrocinada pela Alfa Romeo e, que, foi transformada na equipe Alfa Romeo Racing em fevereiro de 2019. Em 17 de julho de 2019, a Alfa Romeo anunciou que Resta deixaria a equipe no final do mês e, que, Jan Monchaux, seu atual chefe de aerodinâmica, seria promovido como o novo diretor técnico da equipe. Ele retornou para a Ferrari em 1 de agosto.

Em 4 de dezembro de 2020, foi anunciado que Resta iria se transferir para a equipe Haas na temporada de 2021. Em fevereiro de 2021, Resta foi nomeado como o primeiro diretor técnico da história da Haas. Em 10 de janeiro de 2024, foi anunciado que Resta deixaria a Haas com efeito imediato, com ele sendo substituído por Andrea De Zordo no cargo de diretor técnico.
Em 20 de março de 2024, a Mercedes anunciou a contratação de Resta como seu diretor de desenvolvimento estratégico. Com ele trabalhando em estreita colaboração com o diretor técnico da equipe de Brackley, James Allison.